# 농산물우수관리제도
농산물우수관리제도(農産物優秀管理制度, 영어: Good Agricultural Practices, GAP)는 농산물의 안전성을 확보하고 농업환경을 보전하기 위하여 농산물의 생산, 수확 후 관리(농산물의 저장ㆍ세척ㆍ건조ㆍ선별ㆍ절단ㆍ조제ㆍ포장 등을 포함한다) 및 유통의 각 단계에서 재배포장(栽培圃場) 및 농업용수 등의 농업환경과 농산물에 잔류할 수 있는 농약, 중금속, 잔류성 유기오염물질 또는 유해생물 등의 위해요소를 적절하게 관리하는 것을 말한다.

## 대한민국
2006년 농산물품질관리법 제정에 따라 시행되었으며, 시행목적은 농산물을 생산단계부터 판매단계까지 생산·유통통관련 정보를 기록·관리하여 해당 농산물의 안전성 등에 문제가 발생할 경우 해당 농산물을 추적하여 원인규명 및 필요한 조치를 취할 수 있도록 하여 관리하는 제도이다. 농산물생산자, 유통자, 판매자 중 이력추적관리대상 농산물의 생산·유통 판매를 희망하는 자는 국립농산물품질관리원(지원, 사무소)에 소정의 서류를 갖추어 등록하여야 한다.

## 같이 보기
- 국립농산물품질관리원

## 관련 단체
- 전국GAP연합회